# Zalesie Małe
Zalesie Małe (prononciation : [zaˈlɛɕɛ ˈmawɛ]) est un village polonais de la gmina de Kobylin dans le powiat de Krotoszyn de la voïvodie de Grande-Pologne dans le centre-ouest de la Pologne.
Il se situe à environ 7 kilomètres au nord-ouest de Kobylin (siège de la gmina), à 18 kilomètres au nord-ouest de Krotoszyn (siège du powiat) et à 75 kilomètres au sud de Poznań (capitale régionale).
Le village possède une population de 300 habitants.

## Histoire
De 1975 à 1998, le village faisait partie du territoire de la voïvodie de Leszno.

Depuis 1999, Zalesie Małe est situé dans la voïvodie de Grande-Pologne.